# Lince Dorado
José Cordero (San Juan, 11 maggio 1987) è un wrestler portoricano sotto contratto con la Major League Wrestling e la New Japan Pro-Wrestling.
È stato sotto contratto con la WWE, dove ha vinto una volta il 24/7 Championship, e ha formato la stable Lucha House Party con Gran Metalik e Kalisto. In passato ha militato nella Chikara e varie federazioni indipendenti.

## Carriera

### Chikara (2007–2011)

#### Varie faide (2007–2008)
Dorado iniziò ad allenarsi in Messico sotto la guida di El Pantera, prima migrare negli Stati Uniti ad inizio 2007. Il 17 febbraio dello stesso anno, debuttò nella Chikara partecipando alla prima edizione del King of Trios insieme al suo allenatore Pantera e Sicodelico Jr. Il team arrivò in semifinale prima di perdere contro Mike Quackenbush, Shane Storm e Jigsaw. Poco dopo il torneo, trovò casa nel New Jersey per rimanere a combattere in pianta stabile nel roster della Chokara. Le sue qualità da high-flyer emersero ben presto e si iscrisse così al Rey de Voladores, anche questo evento alla prima edizione. Dorado si guadagnò presto il tifo dei fans statunitensi, sconfisse wrestler con molta più esperienza di lui come Jigsaw, ma nella finale del Rey de Voladores perse contro Chuck Taylor. Riuscì anche a sconfiggere in un'occasione Chris Hero. Ebbe una rivalità con Ryder che culminò in un Mask vs. Hair Match in cui Dorado vinse, ma subì diverse commozioni cerebrali e contusioni. Eseguendo una Shooting Star Press, Dorado sbatté violentemente la testa sul tappetone del ring. Alla fine, Dorado venne comunque smascherato perché dovettero d'urgenza medicarlo e portarlo in ospedale per applicare dei punti di sutura sulla ferita che si era procurato.

#### King of Trios e "The Future is Now" (2008–2009)

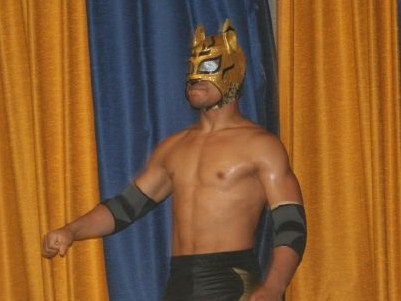
Lince Dorado nel 2008

Dorado tornò sul ring attivamente nel gennaio successivo, facendo squadra con Claudio Castagnoli e Ophidian per sconfiggere Quackenbush, Tim Donst e Amasis in un Trios Increibles Match. Nel corso dell'incontro, Dorado presentò un nuovo stile di lotta, molto più basato sulla lotta a terra, uno stile che cozzava abbastanza dalla sua abitudine di high flyer. Si iscrisse nuovamente al King of Trios insieme a Pantera e Incognito. Il trio vinse il torneo battendo in finale Eddie Kingston, Ruckus e Joker. Qualche mese dopo, Kingston iniziò una rivalità con Dorado, che di tutta risposta di alleò con Jimmy Olsen, che cambiò nome in Equinox. Sul finire del 2008, Olsen e Dorado vinsero La Lotería Letal, guadagnando tre punti per diventare primi sfidanti ai Chikara Campeonatos de Parejas. Sfidarono quindi i campioni in carica, i "The Osirian Portal" all'evento "Armdrags to Riches"  il 16 novembre 2008 in un 2 out of 3 falls match. Dorado guadagnò il primo schienamento, ma i Portal recuperarono lo svantaggio schienando prima Dorado e poi Equinox. Un anno dopo, il 22 novembre 2009, Dorado sfidò Player Dos per la Young Lions Cup, ma fu sconfitto anche a causa di Dos German che effettuò su di lui un suplex sul bordo ring.

#### Bruderschaft des Kreuzes (2010–2011)

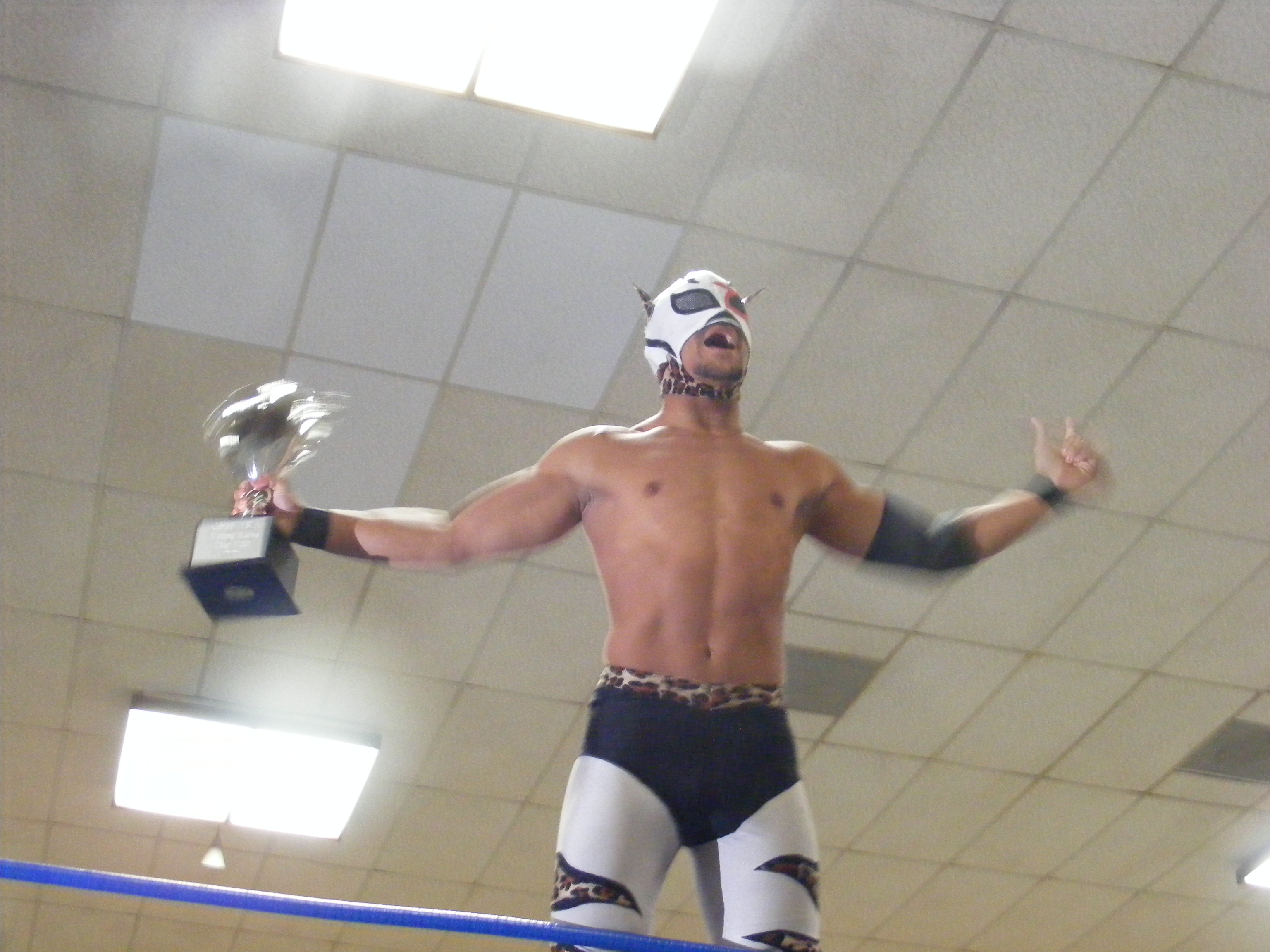
Lince Dorado con l'uniforme della BDK

Il 31 gennaio 2010, Dorado ed Equinox, insieme a Mike Quackenbush, avrebbero dovuto affrontare i membri della stable Bruderschaft des Kreuzes (BDK). Tuttavia, durante l'incontro, Dorado effettuò un turn heel, attaccando Equinox e unendosi ai BDK, che tra le altre cose vinsero grazie allo schienamento di Claudio Castagnoli su Eddie Kingston, che aveva preso nel frattempo il posto di Dorado nel match. Ai microfoni, Dorado spiegò il motivo di questo suo cambio di fazione: non accettava che l'audience della Chikara preferisse comunque altri atleti rispetto a lui come top babyfaces, sebbene il suo repertorio mosse fosse il più vasto di tutta la federazione. Il 20 marzo, Dorado si presentò sul ring con la divisa dei BDK, sconfiggendo Equinox in un match singolo. Il 28 agosto 2010, Dorado vinse un 6-man elimination contro Adam Cole, Cameron Skyy, Keita Yano, Obariyon e Ophidian per guadagnarsi la finale della Young Lions Cup. Tuttavia, perse la finale contro Frightmare. Nell'ottobre 2010, partecipò al suo primo tour in Giappone con la Osaka Pro Wrestling.
Nel marzo 2011, la Chikara rilasciò Dorado, evitando di dare troppe spiegazioni. Forse fu proprio l'atleta portoricano a rescindere il suo contratto.

### WWE (2016–2021)

#### Cruiserweight Classic (2016)
Lince Dorado partecipò al torneo del Cruiserweight Classic indetto dalla WWE. Nei sedicesimi di finale del 23 giugno Dorado sconfisse Mustafa Ali; tuttavia, negli ottavi di finale del 14 luglio, Dorado venne sconfitto ed eliminato da Rich Swann. Il torneo, alla fine, fu vinto da T.J. Perkins, il quale venne premiato con il WWE Cruiserweight Championship. A seguito di questo torneo, Lince Dorado apparve ad NXT, territorio di sviluppo della WWE, per partecipare al torneo Dusty Rhodes Tag Team Classic in coppia con Mustafa Ali ma i due vennero eliminati al primo turno dal team formato da Kota Ibushi e TJ Perkins il 5 ottobre.

#### Competizione in singolo (2016–2018)
Nonostante la sconfitta nei quarti di finale nel Cruiserweight Classic, venne annunciato che Lince Dorado sarebbe entrato a far parte del roster di Raw come membro della divisione dei pesi leggeri. Lince Dorado fece il suo debutto ufficiale nella puntata di Raw del 26 settembre dove lui e Drew Gulak vennero sconfitti da Cedric Alexander e Rich Swann. Il 30 ottobre, nel Kick-off di Hell in a Cell, Dorado, Cedric Alexander e Sin Cara sconfissero Ariya Daivari, Drew Gulak e Tony Nese.

#### Lucha House Party (2018–2021)

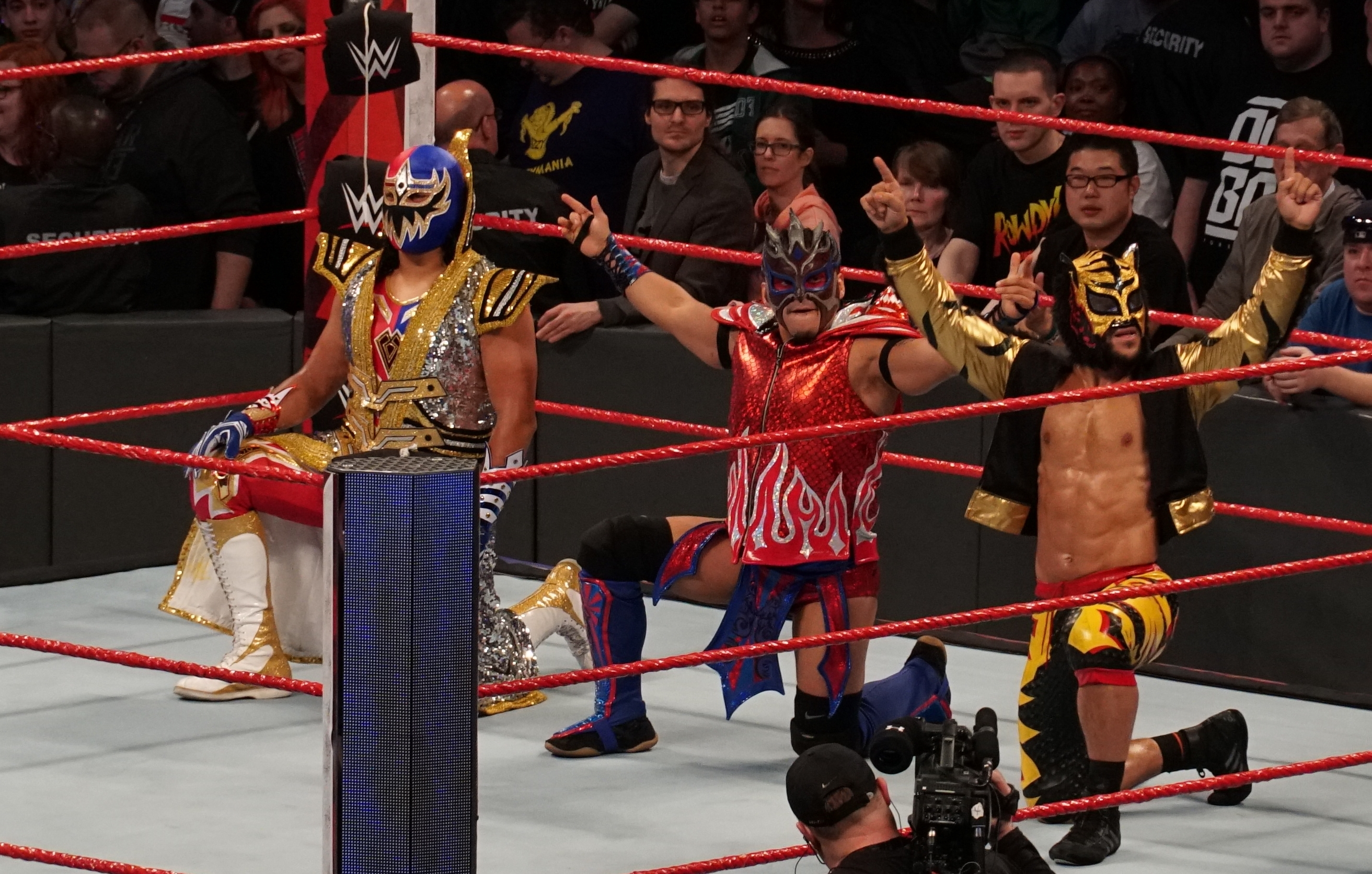
Lince Dorado (destra), Kalisto (centro) e Gran Metalik (sinistra) durante una puntata di Main Event

Il 28 gennaio 2018, nel Kickoff della Royal Rumble, Dorado, Gran Metalik e Kalisto sconfissero Drew Gulak, Gentleman Jack Gallagher e TJP. In seguito, i tre si allearono formando i Lucha House Party. Nella puntata di 205 Live del 6 febbraio Dorado venne sconfitto da Kalisto negli ottavi di finale del torneo per la riassegnazione del Cruiserweight Championship. Nella puntata di Raw del 17 dicembre Dorado e Kalisto parteciparono un Fatal 4-Way match che includeva anche gli AOP, il B-Team e i Revival per determinare i contendenti n°1 al Raw Tag Team Championship di Bobby Roode e Chad Gable ma il match venne vinto dai Revival. Nella puntata di Raw del 4 febbraio 2019 Dorado e Metalik parteciparono ad un Fatal 4-Way match che comprendeva anche il B-Team, gli Heavy Machinery e i Revival per determinare i contendenti n° 1 al Raw Tag Team Championship di Bobby Roode e Chad Gable ma il match venne vinto dai Revival. Il 7 aprile, nel Kick-off di WrestleMania 35, Dorado partecipò all'André the Giant Memorial Battle Royal ma venne eliminato da Braun Strowman. Il 7 giugno, a Super ShowDown, i Lucha House Party vennero sconfitti da Lars Sullivan (appartenente al roster di SmackDown) in un 3-on-1 Handicap match per squalifica. Nella puntata di 205 Live del 3 settembre Dorado sconfisse Humberto Carrillo, ottenendo l'opportunità di inserirsi nel patch per il Cruiserweight Championship di Clash of Champions. Il 15 settembre, nel Kick-off di Clash of Champions appunto, Dorado partecipò ad un Triple Threat match per il Cruiserweight Championship che comprendeva anche il campione Drew Gulak e Humberto Carrillo ma il match venne vinto da Gulak. Nella puntata di SmackDown dell'11 ottobre i Lucha House Party vennero trasferiti appunto nel roster dello show blu. Nella puntata di SmackDown del 6 dicembre Dorado e Metalik parteciparono ad un Fatal 4-Way Tag Team Elimination match che comprendeva anche gli Heavy Machinery, Mustafa Ali e Shorty G e i Revival per determinare i contendenti n°1 allo SmackDown Tag Team Championship del New Day (Big E e Kofi Kingston) ma vennero eliminati per primi dagli Heavy Machinery. Nella puntata di SmackDown del 31 gennaio 2020 Dorado e Metalik parteciparono ad un Fatal 4-Way Tag Team Elimination match che comprendeva anche gli Heavy Machinery, John Morrison e The Miz e i Revival per determinare i contendenti n°1 allo SmackDown Tag Team Championship del New Day ma il match venne vinto da Morrison e The Miz. L'8 marzo, a Elimination Chamber, Dorado e Metalik parteciparono ad un Elimination Chamber match per lo SmackDown Tag Team Championship che comprendeva anche i campioni John Morrison e The Miz, Dolph Ziggler e Robert Roode, gli Heavy Machinery, il New Day e gli Usos ma il match venne vinto dai campioni. Il 10 maggio, a Money in the Bank, Dorado e Metalik parteciparono ad un Fatal 4-Way Tag Team match per lo SmackDown Tag Team Championship che comprendeva anche i campioni del New Day, i Forgotten Sons (Steve Cutler e Wesley Blake) e John Morrison e The Miz ma il match venne vinto dal New Day. Nella puntata di SmackDown del 21 agosto Dorado e Metalik affrontarono Cesaro e Shinsuke Nakamura per lo SmackDown Tag Team Championship ma vennero sconfitti. Il 27 settembre, a Clash of Champions, Dorado e Kalisto affrontarono Cesaro e Nakamura per lo SmackDown Tag Team Championship ma vennero sconfitti. Il 12 ottobre, per effetto del Draft, Dorado e Metalik passarono a Raw mentre Kalisto rimase a SmackDown, segnando dunque il suo allontanamento dai Lucha House Party. Nella puntata di Raw del 9 novembre Dorado vinse il 24/7 Championship schienando Metalik ma lo perse immediatamente dopo venendo schienato da R-Truth. Nella puntata di NXT del 20 gennaio i Lucha House Party sconfissero l'Imperium (Fabian Aichner e Marcel Barthel) negli ottavi di finale del Dusty Rhodes Tag Team Classic. Nella puntata di Raw del 1º febbraio i Lucha House Party affrontarono l'Hurt Business (Cedric Alexander e Shelton Benjamin) per il Raw Tag Team Championship ma vennero sconfitti. Nella puntata di NXT del 3 febbraio i Lucha House Party vennero sconfitti dal Legado del Fantasma (Joaquin Wilde e Raul Mendoza) nei quarti di finale del Dusty Rhodes Tag Team Classic. Nella puntata speciale WrestleMania SmackDown del 9 aprile Dorado partecipò all'André the Giant Memorial Battle Royal ma venne eliminato da Gran Metalik. Nella puntata di Raw del 6 settembre i Lucha House Party presero parte ad un Gauntlet match per determinare i contendenti n° 1 al Raw Tag Team Championship degli RK-Bro, ma vennero eliminati dal New Day (Kofi Kingston e Xavier Woods).
Il 5 novembre 2021 i Lucha House Party furono licenziati insieme a numerosi altri colleghi.

### Major League Wrestling (2022–2023)
Il 5 maggio 2022 Dorado fece il suo debutto nella Major League Wrestling perdendo contro Real1. Il 30 ottobre, a Fightland, Dorado sconfisse Shun Skywalker vincendo il MLW World Middleweight Championship.

### New Japan Pro-Wrestling (2023)
Dorado fece il suo debutto nel 2023 anche nella New Japan Pro-Wrestling assieme a Máscara Dorada nell'NJPW Strong.

### Ritorno in WWE (2025-presente)
Il 17 gennaio 2025 Dorado fece il suo ritorno in WWE, in un live event di NXT, battendo Josh Black . A febbraio dello stesso anno firmò un contratto come trainer per il WWE performance center  . Il 28 maggio, ad Evolve, partecipò ad un triple threat match valido per la qualifica al fatal four-way elimination match per coronare l'Evolve Champion inaugurale, perdendo . Il 7 giugno, a Worlds Collide, sostituì l'infortunato Joaquin Wilde affrontando, assieme all'LWO (Cruz Del Toro e Dragon Lee), il team formato da Octagón Jr., Aero Star e Mr. Iguana, perdendo.

## Personaggio

### Mosse finali

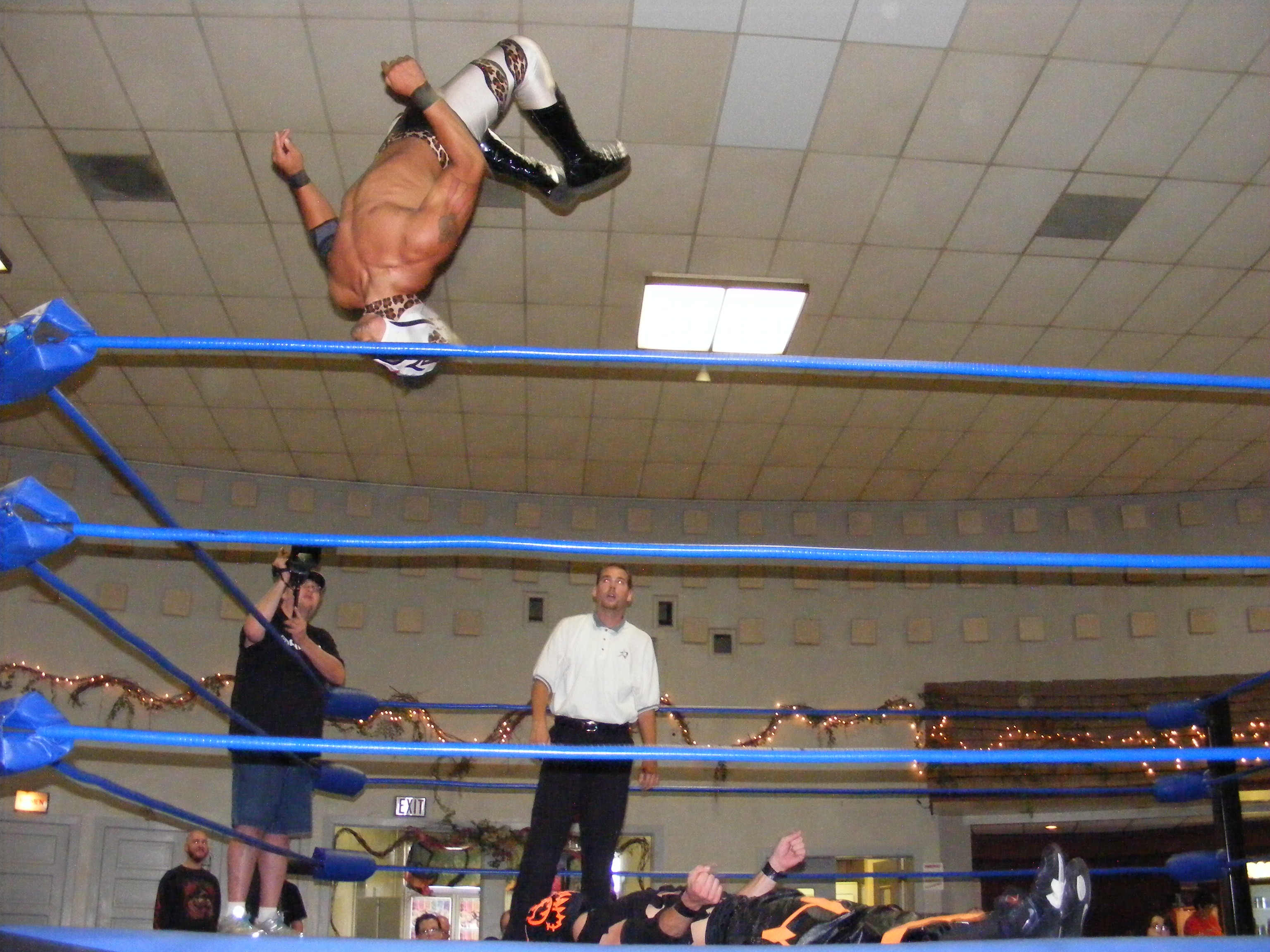
Lince Dorado esegue una Shooting Star Press su Frightmare

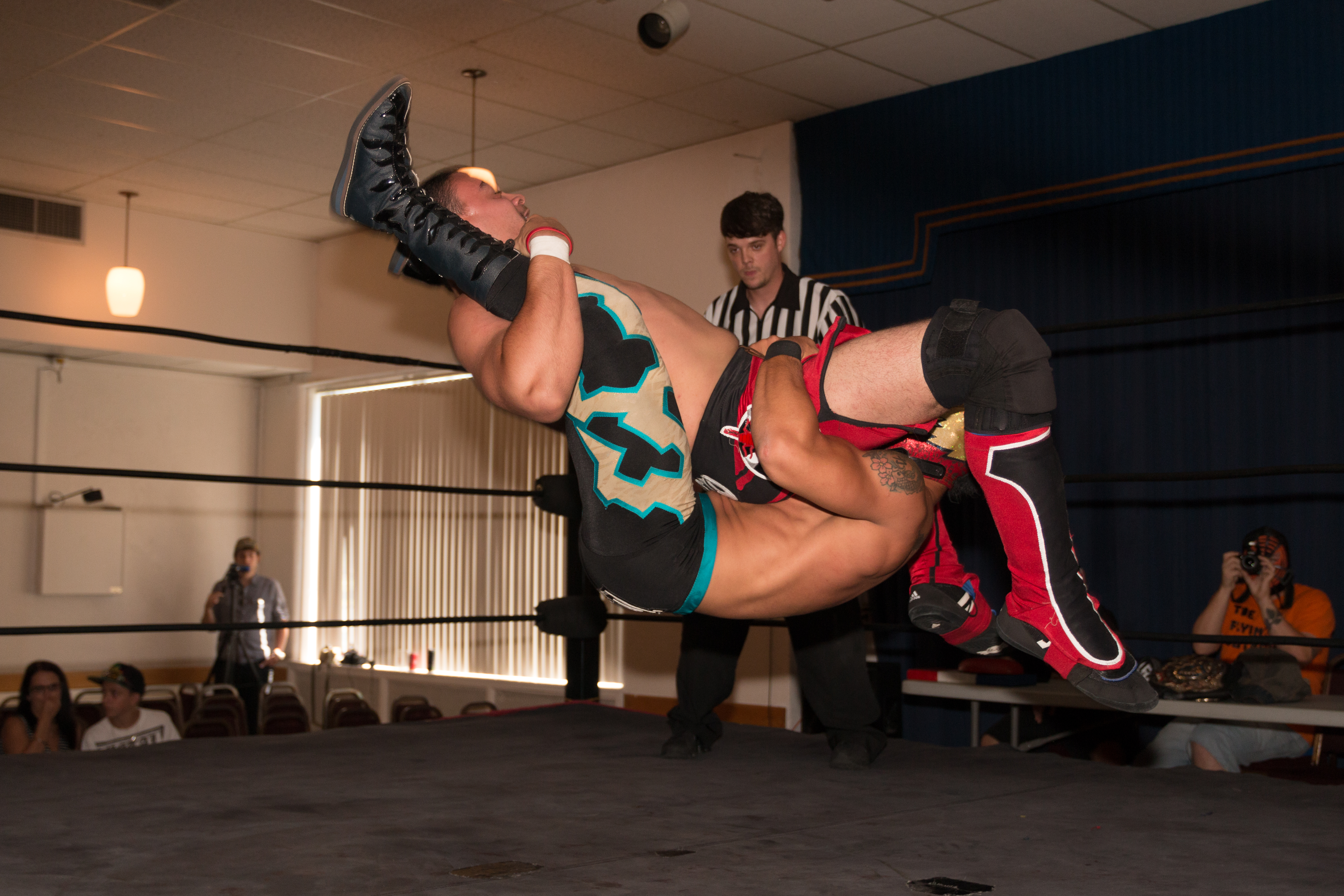
Lince Dorado (in basso) mentre esegue una Sunset Flip Powerbomb su EYFBO

- Cara Dorada / Golden Rewind (Handspring stunner) – 2018–presente; precedentemente usata come mossa caratteristica
- Chikara Special (Kneeling step-over head-hold wrist-lock seguito da un hooking sulla gamba dell'avversario)
- Lynxsault (No-handed springboard moonsault)
- Shooting Star Press
- Shooting star senton – 2007
- Standing moonsault side slam (a volte dalla corda più alta)

### Soprannomi
- "The Feline Phenomenon"
- "The Golden Lynx of Lucha Libre"
- "Purrfect 10"
- "The Sultan of the Shooting Star Press"

### Musiche d'ingresso
- Eye of the Tiger dei Survivor (Chikara)
- Engel dei Rammstein (Chikara; usata come membro dei Bruderschaft des Kreuzes)
- Golden Rush dei CFO$ (WWE; 2016–2018)
- Lucha Lucha dei CFO$ (WWE; 2018–2021; usata come membro dei Lucha House Party)
- In the Fire dei def rebel (WWE; 2021; usata come membro dei Lucha House Party)

## Titoli e riconoscimenti
- Championship Wrestling Entertainment
  - CWE Tag Team Championship (1) – con Jon Cruz
- Chikara
  - King of Trios (2008) – con El Pantera e Incognito
  - La Lotería Letal – con Jimmy Olsen
- Dreamwave Wrestling
  - Dreamwave Alternative Championship (1)
- F1RST Wrestling
  - Sweet Sixteen Tournament (2009)
- Force One Pro Wrestling
  - F1 Heritage Championship (1)
- Full Impact Pro
  - FIP Florida Heritage Championship (1)
- Garden State Pro Wrestling
  - GSPW Championship (1)
  - GSPW Title Tournament (2010)
- Independent Wrestling Revolution
  - Revolucha Cup (2008)
- Major League Wrestling
  - MLW World Middleweight Championship (1)
- NWA Florida Underground
  - NWA FUW Flash Championship (2)
- Pro Wrestling Illustrated
  - 174º nella classifica dei 500 migliori wrestlers singoli su PWI 500 (2019)
- RIOT Pro Wrestling
  - RIOT Tag Team Championship (1) – con Aaron Epic
- Southern Championship Wrestling
  - SCW Florida Heavyweight Championship (1)
  - SCW Florida Cruiserweight Championship (1)
  - SCW Florida Cruiserweight Championship Tournament (2011)
- WWE
  - WWE 24/7 Championship (1)
- Altri titoli
  - Team HAMMA FIST Championship (1)